# Castianeira thalia
Castianeira thalia är en spindelart som beskrevs av Reiskind 1969. Castianeira thalia ingår i släktet Castianeira och familjen flinkspindlar. Inga underarter finns listade i Catalogue of Life.